# Máté Fenyvesi
Máté Fenyvesi (Jánoshalma, 19 settembre 1933 – 17 febbraio 2022) è stato un calciatore ungherese, di ruolo centrocampista.

## Palmarès

### Club

#### Competizioni nazionali
- Campionato ungherese: 4

Ferencvaros: 1962-1963, 1964, 1967, 1968
- Coppa d'Ungheria: 1

Ferencvaros: 1957-1958

#### Competizioni internazionali
- Coppa delle Fiere: 1

Ferencvaros: 1964-1965